# Billund
Billund es una localidad danesa en el centro de la península de Jutlandia. En 2012 tiene 6146 habitantes, siendo con ello la segunda mayor localidad del municipio de Billund, tras Grindsted, en la región de Dinamarca Meridional.
Billund es la sede central del Grupo LEGO. Existe una fábrica en las afueras de la ciudad, que produce el 90% de los productos de la empresa, aunque los efectos de la globalización y la competencia de empresas como Mega Bloks están provocando que se lleve más producción a terceros países. En la carretera de acceso a las dependencias del grupo Lego se encuentra el famoso parque temático Legoland, abierto en 1968.
El aeropuerto de Billund es el segundo más importante de Dinamarca, y fue inaugurado en 1964.

## Historia
El nombre de la localidad aparece por primera vez en la historia como Byllundt en 1454 y su significado es "pequeño bosque con abejas". Billund fue una pequeña comunidad rural que para finales del siglo XVIII contaba con ocho granjas. A finales del siglo XIX había algunas pequeñas industrias en Billund y el ferrocarril llegó en 1914, pero la localidad no creció de manera importante.
El rápido crecimiento de Billund desde mediados del siglo XX estuvo relacionado directamente con el éxito de la fábrica de juguetes LEGO, la principal fuente de empleos, que estableció en la década de 1960 un enorme parque de 140.000 m² y un aeropuerto privado. En 1964 el aeropuerto de Billund fue adquirido por varios municipios; debido a su localización, con el tiempo se convertiría en el segundo aeropuerto más grande de Dinamarca, sólo superado por el de Copenhague-Kastrup.
Entre 1970 y 2006 Billund fue capital del municipio homónimo. El 1 de enero de 2007, debido a una reforma municipal, el antiguo municipio de Billund se fusionó con el de Grindsted. El nuevo municipio tomó el nombre de Billund, pero su capital fue establecida en Grindsted.

## Cultura y sitios de interés
Legoland es un parque temático que pertenece a la fábrica de juguetes LEGO y que incluye representaciones en miniatura de sitios daneses y del mundo hechos con bloques de Lego. El parque abrió en 1968 y actualmente tiene sucursales en Reino Unido, Alemania, Estados Unidos y Malasia. Legoland Billund es la principal atracción turística de Dinamarca fuera del área urbana de Copenhague, con 1,7 millones de visitantes en 2012.
Lalandia Billund es un gran complejo turístico inaugurado en 2009 y que incluye el mayor parque acuático de Escandinavia. En 2012 ocupó el sexto lugar entre las mayores atracciones turísticas en Dinamarca, con 620.000 visitantes.
Billund Centret es el centro cultural de la localidad. Es un complejo fundado en 1973 que incluye biblioteca, teatro, salón de exposiciones, jardín de niños, escuela de música, restaurante e iglesia, entre otros. Hasta ese año, Billund no contaba con iglesia propia y su parroquia era la iglesia de Grene, a 2 km de distancia.
Skulpturpark Billund es un parque escultórico inmerso en la naturaleza cuya primera escultura fue colocada en 1991.
Billund cuenta con dos escuelas primarias (folkeskole). La educación secundaria es cursada normalmente en Grindsted o Vejle.
La biblioteca infantil de Billund fue rediseñada en su interior por Rosan Bosch Studio en 2016. El diseño ha recibido varios premios y nominaciones por su diseño lúdico.

## Enlaces
- Web oficial de Billund (en danés)
- Lego braces for big changes, artículo del International Herald Tribune (julio de 2005)
- Imágenes desde satélite en Google Maps

- Datos: Q1701099
- Multimedia: Billund / Q1701099
- Guía turística: Billund